# Bjarte Baasland
Bjarte Baasland, född 5 mars 1974, är en norsk affärsman som blev känd i samband med en uppmärksammad affär under hösten 2008, där han spelade bort knappt 60 miljoner kronor på onlinespel, vilka han finansierade med pengar lånade av sina föräldrar, biskopen i Stavanger Ernst Baasland och hans fru Bodhild Baasland, som i sin tur lånade pengarna från banken, vänner och släkten. Den 2 oktober 2009 dömdes Baasland för grovt bedrägeri till fyra års fängelse samt återbetalning på 26,6 miljoner kronor till en av hans mors före detta vänner.